# Le Moutaret
Le Moutaret is een gemeente in het Franse departement Isère (regio Auvergne-Rhône-Alpes) en telt 161 inwoners (1999). De plaats maakt deel uit van het arrondissement Grenoble.

## Geografie
De oppervlakte van Le Moutaret bedraagt 5,3 km², de bevolkingsdichtheid is 30,4 inwoners per km².
De onderstaande kaart toont de ligging van Le Moutaret met de belangrijkste infrastructuur en aangrenzende gemeenten.

## Demografie
Onderstaande figuur toont het verloop van het inwonertal (bron: INSEE-tellingen).